# Jason Lively
Ronald Jason Lively (12 marzo 1968) è un attore statunitense.

## Biografia
È nato nella contea di Carroll, in Georgia. È figlio di Elaine McAlpin e Ronald Otis Lively, nonché fratello delle attrici Lori Lively e Robyn Lively e fratellastro dell'attore Eric Lively e dell'attrice Blake Lively.
Ha debuttato all'età di dieci anni nel 1979 nella serie TV Hazzard, mentre il suo debutto al cinema è avvenuto nel 1983 con il film Brainstorm - Generazione elettronica. 
Nel 1985 recita nel film Ma guarda un po' 'sti americani!, l'anno dopo in Dimensione terrore. Nel periodo 1989-1990 prende parte a tre episodi di Mancuso, F.B.I..
Nel 1993 lascia momentaneamente l'attività di attore, salvo poi fare altre apparizioni cinematografiche nel 2017.

## Filmografia parziale

### Cinema
- Brainstorm - Generazione elettronica (Brainstorm), regia di Douglas Trumbull (1983)
- Ma guarda un po' 'sti americani! (National Lampoon's European Vacation), regia di Amy Heckerling (1985)
- Dimensione terrore (Night of the Creeps), regia di Fred Dekker (1986)
- Fantasmi ad Hollywood (Ghost Chase), regia di Roland Emmerich (1987)
- Rock 'n' Roll High School Forever, regia di Deborah Brock (1991)
- Maximum Force, regia di Joseph Merhi (1992)
- Hickok, regia di Timothy Woodward Jr. (2017)
- The Possessed, regia di Shawn Anthony (2017)

### Televisione
- Hazzard (The Dukes of Hazzard) – serie TV, 2 episodi (1979; 1983)
- ABC Afterschool Specials – serie TV, 1 episodio (1982)
- I quattro della scuola di polizia (21 Jump Street) – serie TV, 1 episodio (1987)
- Mancuso, F.B.I. – serie TV, 3 episodi (1989-1990)
- Gunsmoke: To the Last Man – film TV (1992)